# Séquia general (Ulldecona)
La Séquia general és una obra d'Ulldecona (Montsià) inclosa a l'Inventari del Patrimoni Arquitectònic de Catalunya.

## Descripció
Aquesta séquia neix a Sant Pere i, amb les séquies velles, baixava paral·lela al riu Sénia, de molí en molí, fins a la Peixera del Barri Castell on s'uneix en una sola séquia fins a Ulldecona. La seva forma és rectangular, feta amb ciment i d'una amplada de 0,60 metres i una alçada d'un metro.

## Història
El ja tradicional aprofitament de les aigües del riu Sénia per a regar els conreus de les terres que l'envolten es testimonia des de l'atorgament de les Cartes de Població, del 1222 i 1273, per l'orde de Sant Joan de Jerusalem, i les posteriors modificacions del Bisbe Berenguer de Tortosa, de l'any 1332, i molt més tard per les OO.MM. de la Modulació de 1954. Aquestes aigües foren causa de molts litigis entre poblacions del voltant.
La poca seguretat de poder garantir les necessitats de la població d'Ulldecona, dependent del riu, feu que es pensés a fer un pantà, l'any 1825, prop de Sant Joan del Pas (avui dia "Embassament de regulació d'aigües nocturnes"). L'any 1830 es col·loca la primera pedra i dos anys més tard es paralitzen les obres per manca de diners, i s'abandona posteriorment, en 1833, amb la primera guerra carlista. Acabada la Guerra Civil es tornà a la idea d'un pantà i l'any 1945 es comença a bastir al seu emplaçament actual. Per tant, la séquia, nascuda de la peixera de Sant Pere, sortia, ara, del pantà, on estava previst construir una central elèctrica.